# ノイジッツ
ノイジッツ (ドイツ語: Neusitz) は、ドイツ連邦共和国バイエルン州ミッテルフランケンのアンスバッハ郡に属す町村（以下、本項では便宜上「町」と記述する）で、ローテンブルク・オプ・デア・タウバー行政共同体の一員。

## 地理

### 位置
ノイジッツは、ローテンブルク・オプ・デア・タウバーとアンスバッハの間、フランケンヘーエ自然公園内に位置する。

### 隣接市町村
隣接する市場村には、大規模郡都市のローテンブルクの他、ゲープザッテルやヴィンデルスバッハが含まれる。

### 自治体の構成
この町は、公式には9つの地区 (Ort) からなる。このうち小集落や孤立農場などを除く集落を以下に列記する。
- ノイジッツ
- シュヴァインスドルフ
- ヴァハゼンベルク

#### ヴァハゼンベルク
ヴァハゼンベルクは、町の中央から約2km離れた、人口98人の集落である。ここは、かつて農業中心の村であったが、現在では、農場はない。

## 歴史
現在の自治体ノイジッツの地域には、何千年も前から入植が行われていた。アウトバーンA7号線の工事の際、線帯文土器文化の時代（紀元前5000年頃）の村落跡が発見された。石器時代中期（紀元前10000年頃）の出土物も、ヴァハゼンベルク、ノイジッツ、キルンベルク周辺から出土している。ノイジッツ自身は、ローテンブルク周辺地域に生まれた比較的新しい村であり、帝国料理長ノルデンベルクにより創設された。1235年頃には、500人の労働人口と、教会を持つ騎士領として城が置かれた。さらにドミニコ会の小さな修道院が築かれた。
数世紀も後、ノイジッツは、1802年にバイエルン領となった。

## 行政

### 議会
ノイジッツの町議会は首長を含め14議席からなる。

### 紋章
上下二分割。上部は銀と青の横帯の3回反復。下部は銀地に黒い鷲。

## 経済と社会資本

### 交通
この町は、ヴュルツブルクからウルムを結ぶアウトバーンA7号線（インターチェンジ108）沿いに位置している。

## 引用
1. ↑  https://www.statistikdaten.bayern.de/genesis/online?operation=result&code=12411-003r&leerzeilen=false&language=de Genesis-Online-Datenbank des Bayerischen Landesamtes für Statistik Tabelle 12411-003r Fortschreibung des Bevölkerungsstandes: Gemeinden, Stichtag (Einwohnerzahlen auf Grundlage des Zensus 2011)
2. ↑  Bayerische Landesbibliothek Online